# Leioproctus incanescens
Leioproctus incanescens är en biart som först beskrevs av Cockerell 1913.  Leioproctus incanescens ingår i släktet Leioproctus och familjen korttungebin. Inga underarter finns listade i Catalogue of Life.

## Bildgalleri

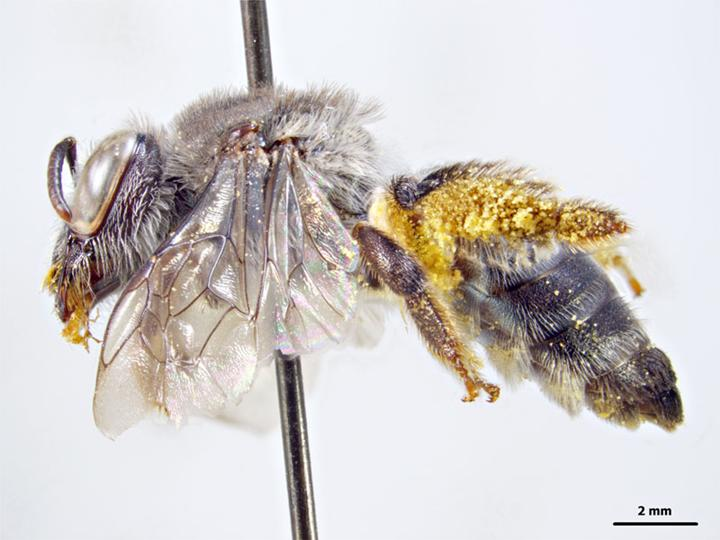
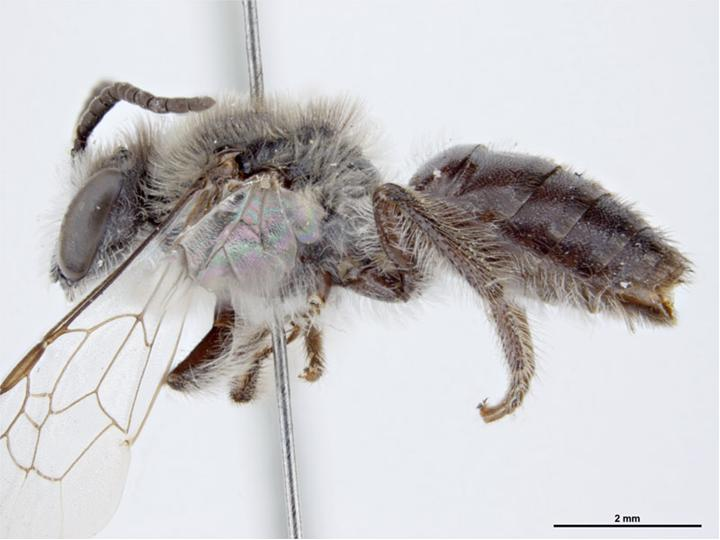